# Morna (voilier)
Pour les articles homonymes, voir Morna (homonymie).
Morna est un voilier monocoque gréé en cotre et destiné à la course au large. Il est lancé en 1913 à Sydney. De 1946 à 1948, il remporte trois fois consécutivement la Sydney-Hobart en temps réel. Sous le nom Kurrewa IV, il remporte à nouveau la Sydney-Hobart, en temps réel, en 1954, 1956 et 1957 et en 1960. Ces victoires font de Morna l'un des voiliers les plus titrés de l'histoire de cette course avec Wild Oats XI.

## Aspects techniques
Ce plan Fife mesure 65 pieds de long (19,81 m exactement),. Il est fabriqué à partir de la première formule de la jauge internationale sans pour autant être homologué dans la catégorie des 12 Metre,.

## Histoire
En 1946, Morna remporte la Sydney-Hobart en 5 j 2 h 3 min et 54 s, améliorant de 36 heures la performance de Rani, le vainqueur de l'épreuve inaugurale. Il est battu en temps compensé par Christina et Saga, deux voiliers plus petits, et termine troisième dans ce classement. Le voilier obtient deux nouvelles victoires consécutives, en 1947 et 1948.
En 1954, sous le nom Kurrewa IV, il remporte à nouveau la Sydney-Hobart.
En 1960, le voilier remporte une septième et dernière victoire sur la Sydney-Hobart.